# Famiglia di Denver
La famiglia di Denver, chiamata anche famiglia Smaldone, è stata una famiglia del crimine organizzato italo-americano nella città di Denver, in Colorado.

## Storia
Fu creata da Giuseppe Roma negli anni '20 del XX secolo.
Il 7 luglio 1927, Giuseppe fu ucciso fuori da casa sua dai fratelli Carlino, Pete e Sam. Pete era soprannominato l'Al Capone del Colorado meridionale. Giuseppe, il fratello minore di Joe Roma, prese il comando della famiglia.
All'inizio degli anni '30 i fratelli Carlino decisero di espandersi nel contrabbando e prendere il controllo dell'area di Denver; Joer Roma decise di trovare un accordo con loro, nella speranza di non dover cominciare una guerra.
Il 24 gennaio 1931 si decise di fare un incontro di cui furono informate anche le forze di polizia. Questi interruppero l'incontro, le due fazioni non si accordarono, e la polizia, involontariamente, fece innescare una guerra fra di essi.
Nel novembre 2006, Denver Boss Clarence "Chauncey" Smaldone muore. Il nipote di Eugene Smaldone, anch'esso di nome Eugene Smaldone, è l'ultimo membro sopravvissuto della famiglia.

## Boss
- 1923–1933 -  Joe "Little Caesar" Roma
- 1933–1950 - sconosciuto
- 1950–1969 - Vincenzo Colletti
- 1969–1975 - Joseph "Scotty" Spinuzzi
- 1975–1992 - Eugene "Checkers" Smaldone
- 1992–2006 - Clarence "Chauncey" Smaldone